# Epilobium alsinoides
Epilobium alsinoides är en dunörtsväxtart. Epilobium alsinoides ingår i släktet dunörter, och familjen dunörtsväxter.

## Underarter
Arten delas in i följande underarter:
- E. a. alsinoides
- E. a. atriplicifolium
- E. a. tenuipes